# Vindšachtské jazero
Vindšachtské jazero (również Tajch Veľká Vindšachta) – sztuczny zbiornik wodny w Górach Szczawnickich na Słowacji w południowo-wschodniej części miejscowości Štiavnické Bane.
Należy do grupy tzw. piargskich tajchów, znajdujących się w rejonie miejscowości Štiavnické Bane (dawniej występującej pod nazwą Piarg). Zachowały się do dziś 4 tajchy: Krechsengrund, Bakomi, Veľká (Horná) Vindšachta i Evička. Tajch Malá (Dolná) Vindšachta albo tzw. Suchý tajch już nie istnieje.
Zbiornik wybudowano w latach 1712–1715 według projektu Mateja Kornela Hella. Jego przeznaczeniem, podobnie jak innych bańskoszczawnickich tajchów, było gromadzić wodę niezbędną do napędu maszyn i urządzeń tutejszych kopalń i hut. Powierzchnia zbiornika wynosi 4,40 ha, maksymalna głębokość 13,5 m, a objętość ok. 534 tys. m³. Wodę doprowadzały do jeziora z okolicznych zboczy cztery kanały zbiorcze o łącznej długości 9 km.
Obecnie wykorzystywane do celów rekreacyjnych: kąpiel, sporty wodne, połów ryb.